# Aleksandra Grzesiuk
Aleksandra Grzesiuk – polska  ekonomistka, doktor habilitowany nauk ekonomicznych, profesor nadzwyczajny i dziekan Wydziału Przedsiębiorczości w Stargardzie Zachodniopomorskiej Szkoły Biznesu.

## Życiorys
W 1998 r. obroniła pracę doktorską pt. Orientacja marketingowa jako sposób działania polskich przedsiębiorstw na rynku, której promotorem był prof. Krzysztof Fonfara, w 2011 r. habilitowała się na podstawie pracy zatytułowanej Handel jako pracodawca we współczesnej gospodarce. Jest profesorem uczelni i kierownikiem w Katedrze Zarządzania Przedsiębiorstwami na Wydziale Ekonomicznym Zachodniopomorskiego Uniwersytetu Technologicznego w Szczecinie.
Należy do Rady Dyscypliny Naukowej – Ekonomii i Finansów ZUT, była członkiem Komitetu Prognoz "Polska 2000 Plus" PAN.